# Powstanie Mau Mau
Powstanie Mau Mau (ang. Mau Mau Rebellion lub Mau Mau Revolt) – zbrojne walki rdzennej ludności Kenii toczone przeciw kolonialnej administracji Wielkiej Brytanii w latach 1952–1955.

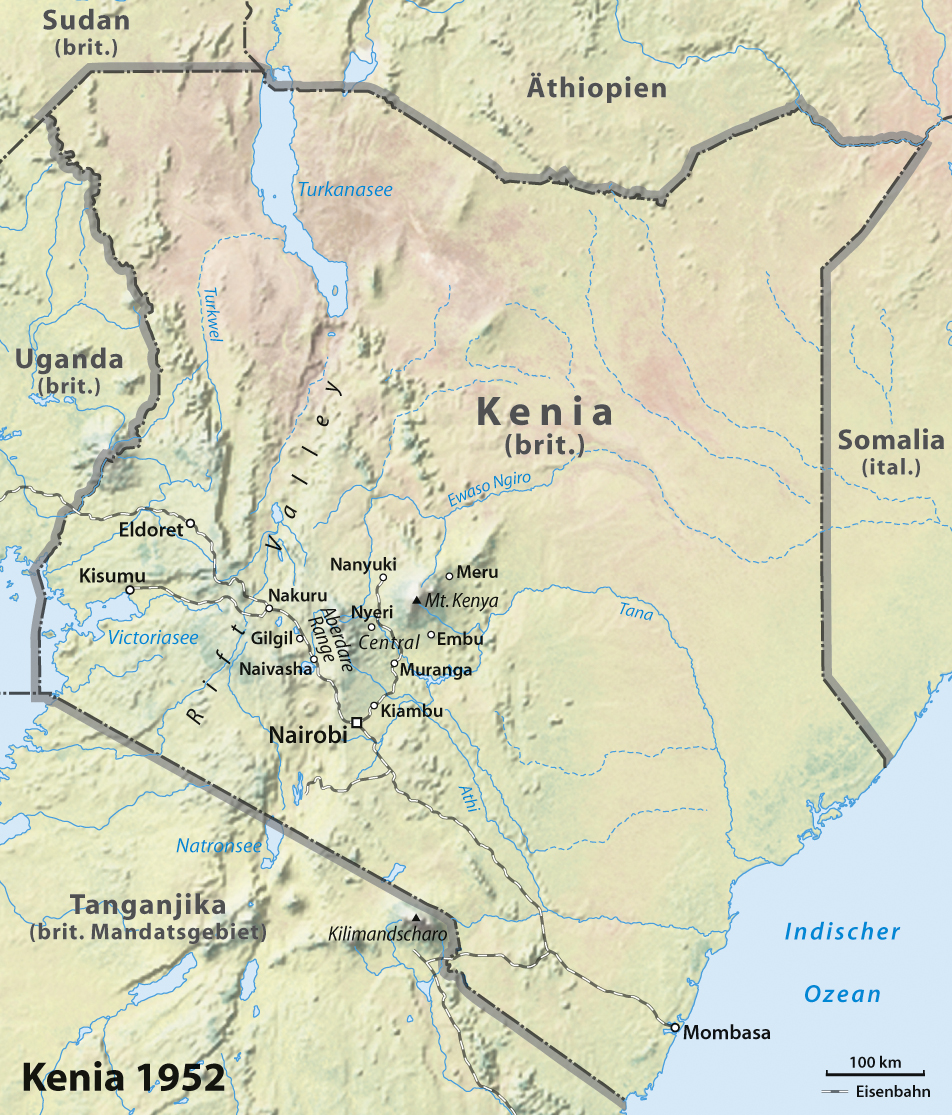
Kenia pod panowaniem brytyjskim

## Geneza
Przyczyną wybuchu powstania była trudna sytuacja społeczna i gospodarcza miejscowej ludności kenijskiej, zwłaszcza  należącej do plemienia Kikuju. Cechą wszystkich społeczności kolonialnych było uzyskiwanie przez Europejczyków aktów własności do nieproporcjonalnie wielkich obszarów ziemskich. Kenia nie była wyjątkiem, pierwsi osadnicy przybyli w 1902 roku w ramach planu gubernatora Charlesa Eliota, zakładającego sfinansowanie niedawno ukończonej linii kolejowej do Ugandy przez wpływy z osadniczej działalności gospodarczej. Jej sukces w dużym stopniu zależał od dostępności ziemi, siły roboczej i kapitału. W wyniku podjętych wtedy działań w ciągu następnych trzech dziesięcioleci biali zyskali kontrolę na wielkimi obszarami rolniczymi w Kenii, „zachęcając” rdzennych mieszkańców, aby zostali najemnymi robotnikami. Poprzez serię wywłaszczeń rząd kolonii przejął około 28 tys. kilometrów kw. ziemi (7 mln akrów), z czego część w szczególnie żyznych wyżynnych regionach prowincji Central Valley i Rift Valley. Obszary te były zwane później Białymi Wyżynami ze względu na wyłącznie europejską własność gruntów rolnych.
W połączeniu z rosnącą liczbą rdzennej ludności kenijskiej działania te stały się zarzewiem konfliktu. Kikuju, którzy mieszkali w hrabstwach Kiambu, Nyeri i Murang'a w prowincji centralnej, byli jedną z grup etnicznych najbardziej dotkniętych przez wywłaszczenia. Do roku 1933 zostali usunięci z ponad 284 km kw. swoich ziem. Pod względem powierzchni mieszkalnej Masajowie i Nandi byli największymi przegranymi. Kikuju wnieśli prawny pozew przeciw wywłaszczeniu, ale orzeczenie Sądu Najwyższego Kenii z 1921 r. potwierdziło jego legalność.
Rząd kolonialny i biali rolnicy potrzebowali również  taniej siły roboczej, która przez pewien czas była pozyskiwana przez władze wśród rdzennych Kenijczyków przemocą. Skonfiskowanie samej ziemi pomogło stworzyć pulę robotników najemnych. Dodatkowo władze kolonialne wprowadziły środki, które zmuszały coraz większą liczbę rdzennych Kenijczyków do poddania się pracy najemnej: 
1. Wprowadzenie podatków od chat i od osób (Hut and Poll, odpowiednio 1901 i 1910 r.)
2. Ustanowienie rezerwatów dla poszczególnych grup etnicznych, przyczyniające się do ich izolacji i przeludnienia
3. Zniechęcanie rodzimych Kenijczyków do podejmowania upraw dochodowych
4. Rozporządzenie w sprawie panów i sług (Masters and Servants Ordinance, 1906 r.) oraz podróżny dokument tożsamości zwany jako kipande (1918 r.), aby kontrolować przemieszczanie się robotników i ograniczać dezercję
5. Zwolnienie robotników najemnych z pracy przymusowej i innych obowiązkowych, niechcianych zadań, takich jak pobór wojskowy.

Pod koniec lat 40. Kikuju byli rozdzieranym przez wewnętrzne spory narodem, w konflikcie z kolonialnym ładem politycznym i gospodarczym. Pierwsza próba utworzenia ogólnokrajowej partii politycznej nastąpiła 1 października 1944 r. Aby zamaskować jej antykolonialne cele, nowo powstała organizacja została nazwana Kenijskim Afrykańskim Związkiem Studiów (Kenya African Study Union). Pierwszym przewodniczącym został Harry Thuku, który jednak wkrótce z niejasnych przyczyn złożył rezygnację - Bethwell Ogot stwierdził, że Thuku „uznał odpowiedzialność za zbyt ciężką”. Według Davida Andersona, Thuku "odszedł z obrzydzeniem", gdy zbrojna sekcja KASU przejęła inicjatywę. KASU zmieniło nazwę na Kenijska Unia Afrykańska (KAU) w 1946 roku.
Niepowodzenie KAU w uzyskaniu znaczących reform lub zadośćuczynienia od władz kolonialnych przesunęło inicjatywę polityczną na młodsze i bardziej bojowe postacie w rodzimym kenijskim ruchu związkowym, wśród przesiedleńców (squaterów) w osiedlach osadniczych w Rift Valley i w oddziałach KAU w Nairobi i dystryktach Kikuju w Prowincji centralnej.
Odczuwalny brak perspektyw na przyszłość doprowadził w roku 1951 do wybuchu walk.

## Przebieg powstania
Sygnał do rozpoczęcia powstania stanowiły morderstwa popełnione przez członków tajnej organizacji Mau-Mau na brytyjskich farmerach oraz dewastacja ich mienia. Trzon rebeliantów stanowili członkowie plemienia Kikuju oraz mniej liczne plemiona Embu i Meru. Głównymi bazami rebeliantów były okolice góry Kenia i łańcucha Nyandarua. Powstanie zostało stłumione przez Brytyjczyków w roku 1955.

## Obozy koncentracyjne
By zapobiec atakom na farmerów, rząd brytyjski postanowił przesiedlić mieszkańców z rozproszonych gospodarstw do większych wiosek, co miało ułatwić ich kontrolę. Wobec podejrzanych o popieranie powstania stosowano środki represyjne, osadzając ich w obozach koncentracyjnych. Liczba osadzonych nie jest znana i waha się od 11 tys. (oficjalne dane brytyjskie) do 300 tys. osób (w tym kobiety i dzieci). Dodatkowo wielokrotność tej liczby umieszczono w pobliżu tych obozów i ograniczono ich wolność. Wobec osadzonych stosowano przemoc (tortury, bicie, gwałty, morderstwa), pozbawiono je pomocy medycznej i zmuszano do niewolniczej pracy. W wyniku brutalnego traktowania liczni więźniowie umierali z głodu i chorób. Fakt funkcjonowania obozów był przez dziesięciolecia ukrywany przez rząd brytyjski . 
W październiku 1952 roku aresztowano również Jomo Kenyatę, jednego z głównych działaczy kenijskiego ruchu wyzwoleńczego. Jednym z torturowanych był Husajn Onjango Obama, dziadek prezydenta Stanów Zjednoczonych Baracka Obamy. Jego żona miała zeznać, że brytyjscy żołnierze wbijali w jego ciało szpilki i zmiażdżyli genitalia, próbując zdobyć informacje na temat kenijskich organizacji konspiracyjnych.

## Skutki
Całkowity koszt stłumienia powstania obliczono na 20 mln funtów. Mimo klęski, doprowadziło ono do uzyskania przez Kenię najpierw częściowej autonomii w roku 1958, a następnie pełnej niepodległości w roku 1963. Śmierć poniosło kilkuset Brytyjczyków oraz około 3000 członków plemienia Kikuju – zarówno po stronie powstańców, jak i sił kolonialnych (ofiary samosądów).
W 2013 roku rząd brytyjski zdecydował, iż wypłaci weteranom powstania odszkodowania. Władze w Kenii uważają, że formalnie takich osób jest 50 tysięcy.